# Ancyra (stolica tytularna)
Ancyra (łac. Archidiœcesis Ancyranus) – stolica historycznej diecezji w Cesarstwie Rzymskim (prowincja Galacja), współcześnie w Turcji (dzisiejsza Ankara). W Ancyrze odbyły się synody w latach: 314, 318 oraz 354 (ariański). Od XVII wieku katolickie arcybiskupstwo tytularne, od 1974 nieobsadzone. Biskupem tej diecezji był św. Klemens.

## Arcybiskupi tytularni
| Lp. | Biskup                          | Od                | Do                   |
| --- | ------------------------------- | ----------------- | -------------------- |
| 1   | Fernand Palma d’Artois OCD      | wrzesień 1696     | 3 stycznia 1701      |
| 2   | Raimondo Gallani OP             | 19 stycznia 1708  | 23 marca 1722        |
| 3   | Giusto Fontanini                | 5 września 1725   | 17 kwietnia 1736     |
| 4   | Gaetano Calvani                 | 20 listopada 1737 | 19 lutego 1757       |
| 5   | Angelo Maria Durini             | 22 grudnia 1766   | 28 kwietnia 1796     |
| 6   | Giovanni Marchetti              | 26 września 1814  | 15 listopada 1829    |
| 7   | Mariano Báguena y Varona        | 30 września 1831  | 15 lipca 1837        |
| 8   | Stefano Scerra                  | 10 kwietnia 1851  | 20 czerwca 1859      |
| 9   | Vincenzo Spaccapietra CM        | 12 września 1859  | 8 września 1862      |
| 10  | Giacomo Cattani                 | 16 marca 1868     | 27 lutego 1880       |
| 11  | Fidèle Sutter OFMCap.           | 2 sierpnia 1881   | 30 sierpnia 1883     |
| 12  | Giovanni Cirino                 | 8 września 1884   | 12 maja 1896         |
| 13  | Giulio Vaccaro                  | 30 listopada 1896 | 24 marca 1898        |
| 14  | Giacomo Merizzi                 | 28 listopada 1898 | 21 sierpnia 1902     |
| 15  | Giulio Tonti                    | 23 sierpnia 1902  | 9 grudnia 1915       |
| 16  | Pellegrino Francesco Stagni OSM | 1 stycznia 1916   | 23 września 1918     |
| 17  | Michele Zezza di Zapponeta      | 3 lipca 1919      | 4 kwietnia 1923      |
| 18  | Oreste Giorgi                   | 26 kwietnia 1924  | 27 kwietnia 1924     |
| 19  | Gaetano Cicognani               | 2 stycznia 1925   | 29 października 1953 |
| 20  | Opilio Rossi                    | 21 listopada 1953 | 24 maja 1976         |